# Амбросио, Пул
Пул Эдисон Амбросио Грейфо (исп. Pool Edison Ambrocio Greifo; 4 декабря 1990, Лима, Перу) — перуанский борец вольного и греко-римского стиля, призёр Панамериканских чемпионатов, участник Олимпийских игр.

## Карьера
В марте 2020 года в Панамериканском олимпийском квалификационном турнире в Оттаве стал вторым, что позволило ему завоевать лицензию на участие в Олимпийских играх 2020 в Токио. На Олимпиаде уступил в первом поединке на стадии 1/8 финала китайцу Линь Цзюшэню (0:11) и выбыл из турнира, заняв предпоследнее 15 место.

## Достижения
- Чемпионаты Южной Америки по борьбе 2009 — ;
- Южноамериканские игры 2010 — ;
- Южноамериканские игры 2010 — ; (греко-римская)
- Панамериканский чемпионат по борьбе 2011 — ;
- Чемпионаты Южной Америки по борьбе 2011 — ;
- Чемпионаты Южной Америки по борьбе 2012 — ;
- Чемпионаты Южной Америки по борьбе 2013 — ;
- Панамериканский чемпионат по борьбе 2014 — ;
- Чемпионаты Южной Америки по борьбе 2014 — ;
- Чемпионаты Южной Америки по борьбе 2014 — ; (греко-римская)
- Южноамериканские игры 2014 — ;
- Панамериканский чемпионат по борьбе 2015 — ;
- Чемпионаты Южной Америки по борьбе 2015 — ;
- Панамериканский чемпионат по борьбе 2016 — ;
- Чемпионаты Южной Америки по борьбе 2017 — ;
- Панамериканский чемпионат по борьбе 2018 — ;
- Южноамериканские игры 2018 — ;
- Чемпионаты Южной Америки по борьбе 2019 — ;
- Панамериканский чемпионат по борьбе 2020 — ;
- Олимпийские игры 2020 — 15;